# خوان رامون زاباتا
خوان رامون زاباتا (بالإسبانية: Juan Ramón Zapata)‏ هو مهندس إسباني، ولد في 18 يونيو 1974 في Moncada, Spain ‏ في إسبانيا.
- خوان رامون زاباتا على موقع DriverDB.com (الإنجليزية)